# Tropidolophus
Tropidolophus es un género de saltamontes de la subfamilia Oedipodinae, familia Acrididae, y está asignado a la tribu Tropidolophini. Este género se distribuye en Estados Unidos y México. Es un género monotípico. Su única especie es Tropidolophus formosus, Say, 1825. Vive en praderas secas. Su color semeja al de la vegetación donde vive.